# Mærsk A-Klasse (2003)
Die Schiffe der Mærsk A-Klasse waren bei ihrer Indienststellung ab 2003 die weltweit größten Containerschiffe.

## Geschichte
Die Baureihe wurde ab Anfang 2002 gebaut und ab März 2003 von der dänischen Odense Staalskibsværft abgeliefert. Sie setzte die Entwicklung der bisherigen Größenrekordhalter, des Regina-Mærsk-Typs, des Sovereign-Mærsk-Typs und der Mærsk C-Klasse, mit denen sie einen Großteil der Konstruktionsparameter gemein hat, fort. Auftraggeber der Baureihe war die in Kopenhagen ansässige Reederei Maersk Line, bei der die Schiffe bis heute in Fahrt sind. Die Bauserie entstand 2003/04 in einer Auflage von sechs Schiffen. Die Reederei fasst die Schiffe der A-Klasse innerhalb der Reedereiflotte mit den vergleichbar großen Vorgängertypen als S-Klasse zusammen.
Die A-Klasse-Schiffe zählen zu den Post-Panamax-Containerschiffen und verfügen über eine Kapazität von 6600 TEU (beladene Container mit je 14 Tonnen Gewicht), beziehungsweise 8272 TEU an echten Stellplätzen. Dafür stehen 21 40-Fuß-Bays (15+6) zur Verfügung. Die Schiffe können 17 Container querschiffs und insgesamt 13 Lagen übereinander stauen. Die verwendeten Hauptmotoren waren die seinerzeit leistungsfähigsten Dieselmotoren auf dem Markt.
Folgeklassen sind die Gudrun-Mærsk-Klasse und die Mærsk M-Klasse.

## Die Schiffe
| Mærsk A-Klasse    | Mærsk A-Klasse | Mærsk A-Klasse | Mærsk A-Klasse | Mærsk A-Klasse                                  | Mærsk A-Klasse             |
| Bauname           | Baunummer      | IMO-Nummer     | Rufzeichen     | Kiellegung Stapellauf Ablieferung               | Umbenennungen und Verbleib |
| ----------------- | -------------- | -------------- | -------------- | ----------------------------------------------- | -------------------------- |
| Axel Mærsk        | L185           | 9260419        | OUUY2          | 5. April 2002 19. Januar 2003 3. März 2003      | 2023 GSL Lydia             |
| Anna Mærsk        | L186           | 9260421        | OXBA2          | 15. Juni 2002 4. April 2003 27. Mai 2003        | 2023 GSL Sofia             |
| Arnold Mærsk      | L187           | 9260433        | OXES2          | 28. Juni 2002 3. Juli 2003 5. September 2003    | 2023 GSL Effie             |
| Arthur Mærsk      | L188           | 9260445        | OXJH2          | 25. Juni 2002 8. Oktober 2003 18. November 2003 | 2024 Maria Y               |
| Adrian Mærsk      | L189           | 9260457        | OXLD2          | 26. Juni 2002 25. Februar 2004 2. April 2004    | 2023 GSL Alexandra         |
| Albert Mærsk      | L190           | 9260469        | OUOW2          | 27. Juni 2002 21. Juni 2004 27. August 2004     | 2024 Kostas K              |
| Daten: ABS Record |                |                |                |                                                 |                            |